# Kesongo (Tuntang)
Kesongo is een bestuurslaag in het regentschap Semarang van de provincie Midden-Java, Indonesië. Kesongo telt 6664 inwoners (volkstelling 2010).